# 阚全程
阚全程（1963年9月—），河南光山人，汉族，中国共产党党员。中华人民共和国政治人物、第十三届全国人民代表大会河南省代表。
2025年5月，因涉嫌严重违法违纪行为，接受调查 。
2025年6月，河南政协十三届常委会第十四次会议，免去其河南政协十三届人口资源环境委员会主任职务。

## 生平
1984年毕业于开封医学高等专科学校（现河南大学）药学系，1992年获河南医科大学（现郑州大学）临床药理学专业硕士，2003年获得华中科技大学免疫学专业博士学位。
2018年，阚全程被选为河南省出席第十三届全国人民代表大会代表。
历任郑州大学第一附属医院院长、郑州大学副校长、河南省卫生和计划生育委员会副主任。2018年1月，任河南省卫生和计划生育委员会主任。同年11月，改任河南省卫生健康委员会主任。2023年1月，任河南省政协人口资源环境委员会主任。

2025年5月29日，因涉嫌嚴重違紀違法，接受河南省纪委监委纪律审查和监察调查。
2025年6月，河南政协十三届委员会免去其人口资源环境委员会主任职务。

## 荣誉
2020年9月，被中共中央、国务院、中央军委授予“全国抗击新冠肺炎疫情先进个人”。